# Paktia (provins)

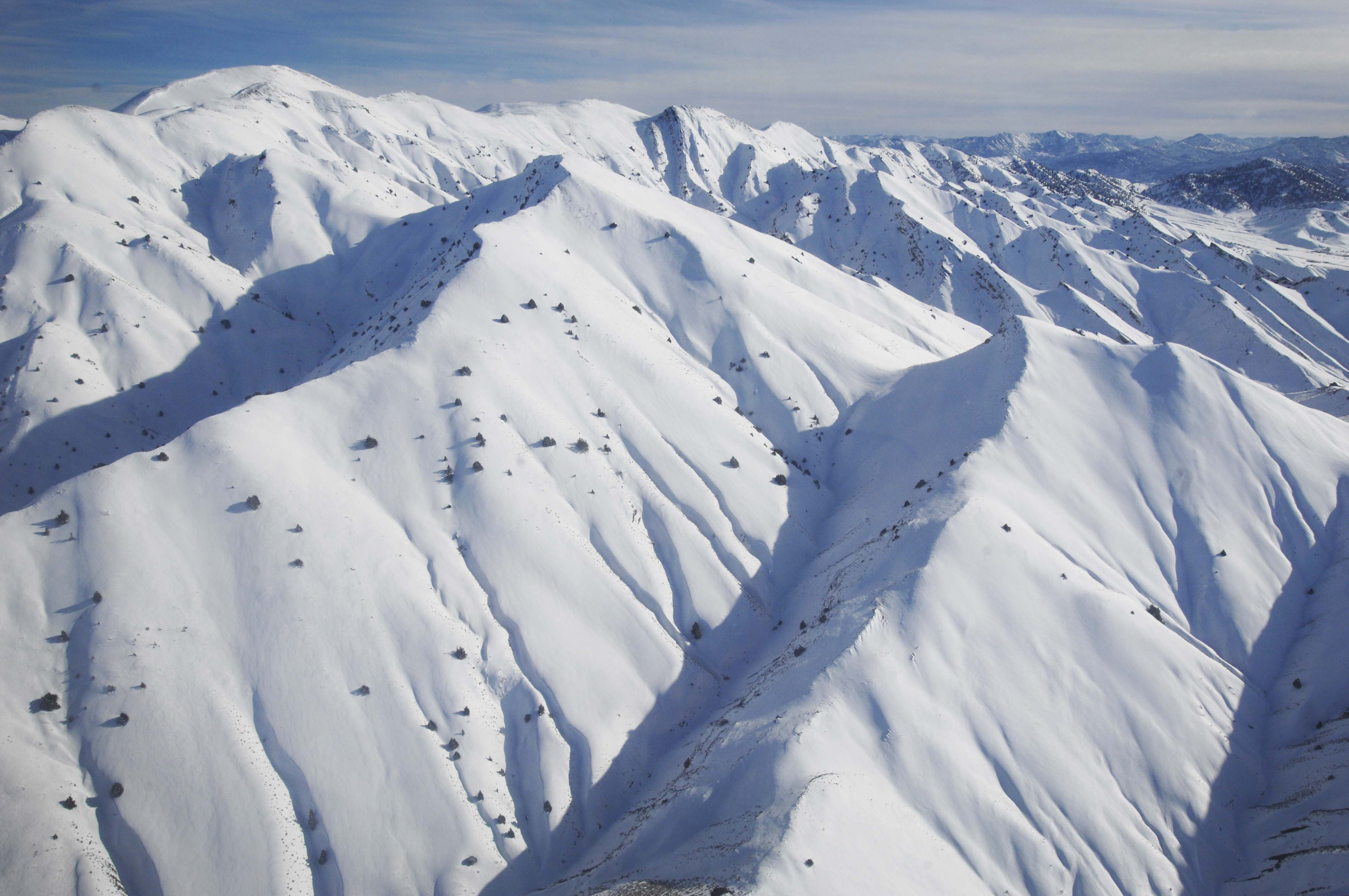
Bergslandskap i provinsen

Paktia (pashto: پکتيا , persiska: پکتيا) är en av Afghanistans 34 provinser, (wilayat). Den ligger i den östra delen av landet och har en yta på 6 432 km². Dess huvudort är Gardez. Provinsen beräknades år 2022 ha cirka 634 000 invånare. Befolkningen består till största delen av pashtuner samt en tadzjikisk minoritet.
Paktia gränsar till de afghanska provinserna Logar i norr, Khost sydöst, Paktika i söder och Ghazni i väster, och till Pakistan i öster.

## Administrativ indelning
Provinsen är indelad i 15 distrikt.
- Ahmadabad
- Chamkani
- Dand Patan
- Garda Siray
- Gardez
- Jaji
- Jani Khel
- Laja Ahmad Khel
- Laja Mangel
- Mirzaka
- Rohani Baba
- Sayed Karam
- Shwak
- Zadran
- Zurmat